# Tramvajová doprava v Düsseldorfu
Tramvajová doprava tvoří v Düsseldorfu, hlavním městě německé spolkové země Severní Porýní-Vestfálsko, společně s vlaky S-Bahn, městskou dráhou a autobusy páteř městské hromadné dopravy. První tramvaje vyjely do ulic Düsseldorfu 6. února 1876. Celkem je v provozu 7 linek, z nichž jedna zajíždí i do sousedního města Neuss. Provozovatelem systému je městský dopravní podnik Rheinbahn. Celá síť je integrována do tarifu místního dopravního systému Verkehrsverbund Rhein-Ruhr (VRR).

## Historie

### Tramvajová doprava
První tramvaje vyjely do ulic Düsseldorfu dne 6. února 1876, kdy belgický podnikatel Leopold Boyaert zahájil provoz dvou linek koněspřežné dráhy. Obě vyjížděly z Burgplatzu, jedna vedla k vlakovému nádraží a druhá ke koncertní síni Tonhalle. Elektrické tramvaje začaly městem jezdit 27. ledna 1896, a to mezi čtvrtěmi Grafenberg a Wehrhahn. Velký úspěch první elektrifikované linky přiměl město v roce 1898 k rozhodnutí o elektrifikaci všech ostatních tramvajových linek. 
Společnost Rheinische Bahngesellschaft (přímý předchůdce dnešního dopravního podniku Rheinbahn) začala v roce 1898 provozovat rychlodráhu K-Bahn z Düsseldorfu do Krefeldu. O dva roky později zahájila společnost Düsseldorf-Duisburger Kleinbahn provoz na D-Bahn mezi Düsseldorfem a Duisburgem. Společnost však byla rozpuštěna 1. dubna 1938 a od té doby D-Bahn společně provozují dopravní podniky měst Düsseldorf a Duisburg. Od 7. srpna 1971 provozuje Rheinbahn tramvaje také v sousedním městě Neuss, kde nahradila původní městský dopravní podnik Stadtwerke Neuss.

### Výstavba městské dráhy
Düsseldorf se v roce 1971 připojil k projektu Stadtbahn Rhein-Ruhr, který měl za cíl nahradit stávající tramvajové provozy rychlodrážními tratěmi. V letech 1973 až 2016 tak probíhala přestavba vybraných částí tramvajové sítě pro potřeby provozu vozidel městské dráhy. K poslední velké změně linkového vedení došlo 20. února 2016 při příležitosti zahájení provozu na třetí trase městské dráhy s názvem Wehrhahn-Linie. Od té doby je v Düsseldorfu v provozu 7 tramvajových linek a 11 linek městské dráhy.

## Linkové vedení
| Linka | Trasa |
| ----- | --- |
| 701   | Düsseldorf Rath, DOME/Am Hülserhof – Venloer Straße – Stadtmitte, Schadowstraße – Stadtmitte, Berliner Allee – Kopernikusstraße – Düsseldorf Bilk, Merowingerstraße         |
| 704   | Düsseldorf Derendorf, Merziger Straße – Venloer Straße – Stadtmitte, Worringer Platz – Hauptbahnhof – Bilk, Karolingerplatz – Düsseldorf Universität Ost/Botanischer Garten |
| 705   | Düsseldorf Unterrath – Venloer Straße – Stadtmitte, Schadowstraße – Stadtmitte, Berliner Allee – Oberbilk – Düsseldorf Eller, Vennhauser Allee                              |
| 706   | Düsseldorf Hamm – Landtag/Kniebrücke – Stadtmitte, Schadowstraße – Stadtmitte, Berliner Allee – Flingern – Düsseldorf Bilk, Merowingerstraße                                |
| 707   | Düsseldorf Unterrath – Venloer Straße – Stadtmitte, Charlottenstraße/Oststraße – Hauptbahnhof – Bilker Allee/Friedrichstraße – Düsseldorf Medienhafen, Kesselstraße         |
| 708   | Düsseldorf Mörsenbroich, Heinrichstraße – Brehmplatz – Stadtmitte, Worringer Platz – Hauptbahnhof – Landtag/Kniebrücke – Düsseldorf Unterbilk, Polizeipräsidium             |
| 709   | Düsseldorf Gerresheim, Krankenhaus – Flingern – Stadtmitte, Worringer Platz – Hauptbahnhof – Stadtmitte, Berliner Allee – Landtag/Kniebrücke – Neuss, Theodor-Heuss-Platz   |

## Vozový park
Tramvajový vozový park dopravního podniku Rheinbahn tvoří tři typy nízkopodlažních článkových tramvají v celkovém počtu 99 vozů. Nejstarší částí flotily jsou tříčlánkové vozy NF6, kterých bylo v letech 1996 až 1999 dodáno celkem 48. Druhou generací tvoří pětičlánkové vozy NF8 (15 kusů) a sedmičlánkové NF10 (36 kusů), které Düsseldorf nakoupil v letech 2000 až 2003. Tyto tramvaje v provozu nahradily starší typy Düwag GT6 a GT8. Obousměrné tříčlánkové tramvaje typu GT8SU, které se dříve používaly v tramvajové síti, byly v letech 2011 až 2013 vybaveny výklopnými schody, díky kterým mohou být nasazovány na linkách městské dráhy s vysokými nástupišti.

## Galerie

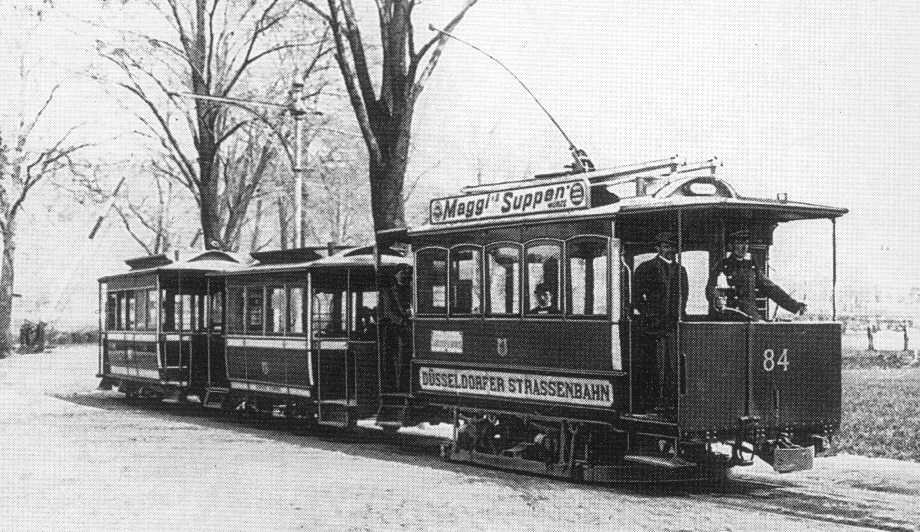
První düsseldorfská elektrická tramvaj ve čtvrti Grafenberg
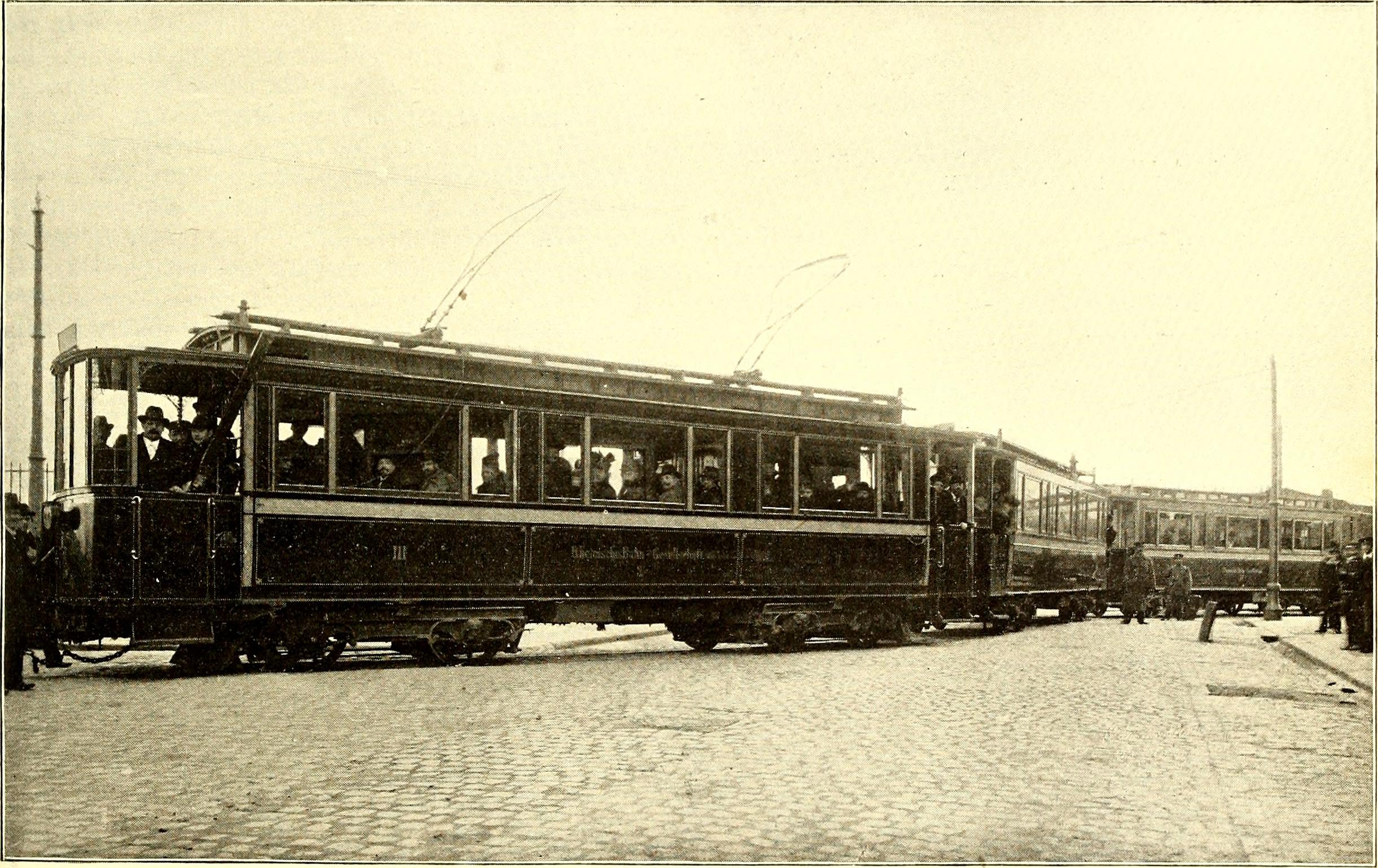
Tramvajová souprava na trase z Düsseldorfu do Krefeldu
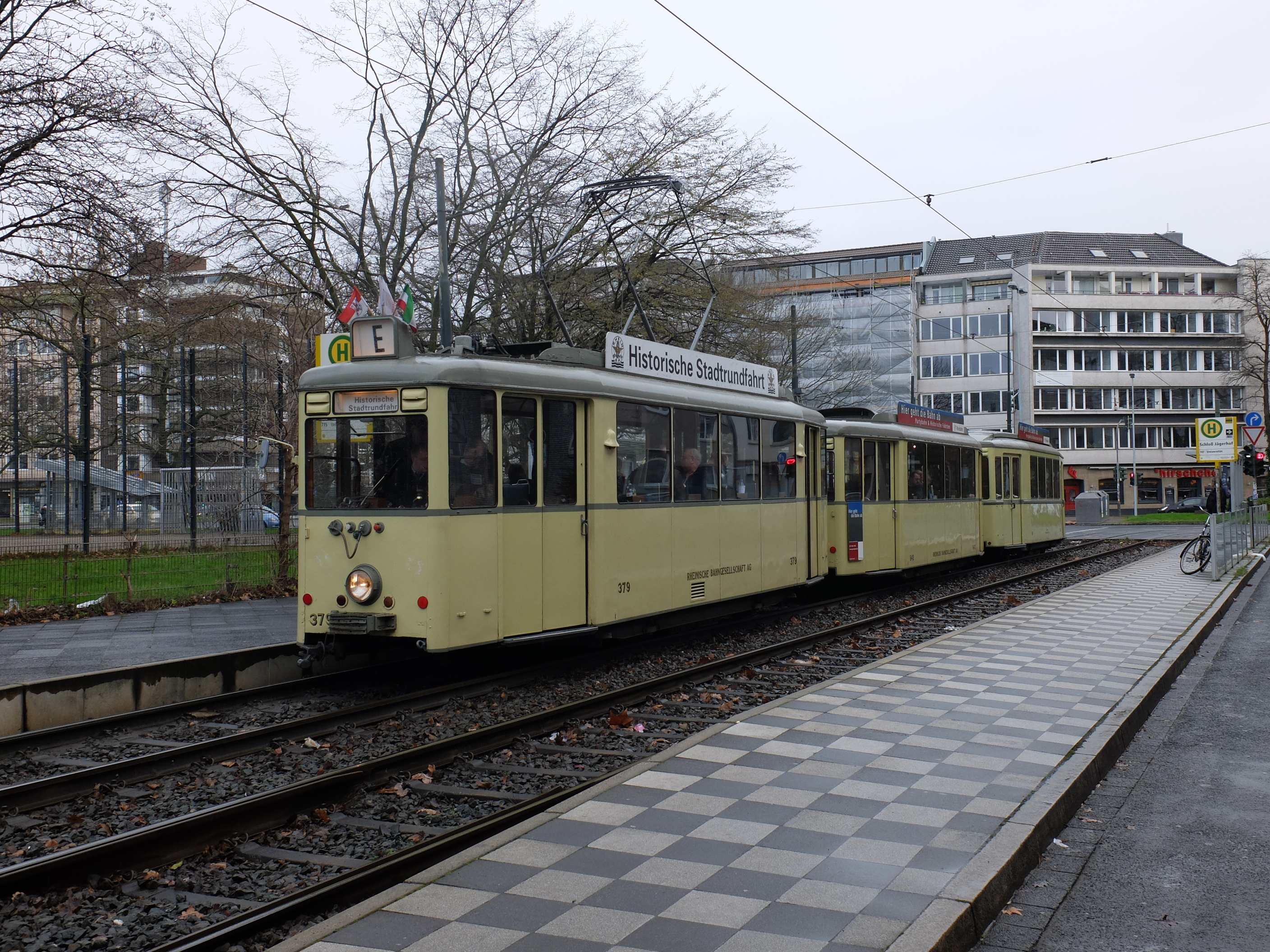
Historická souprava v zastávce Schloß Jägerhof
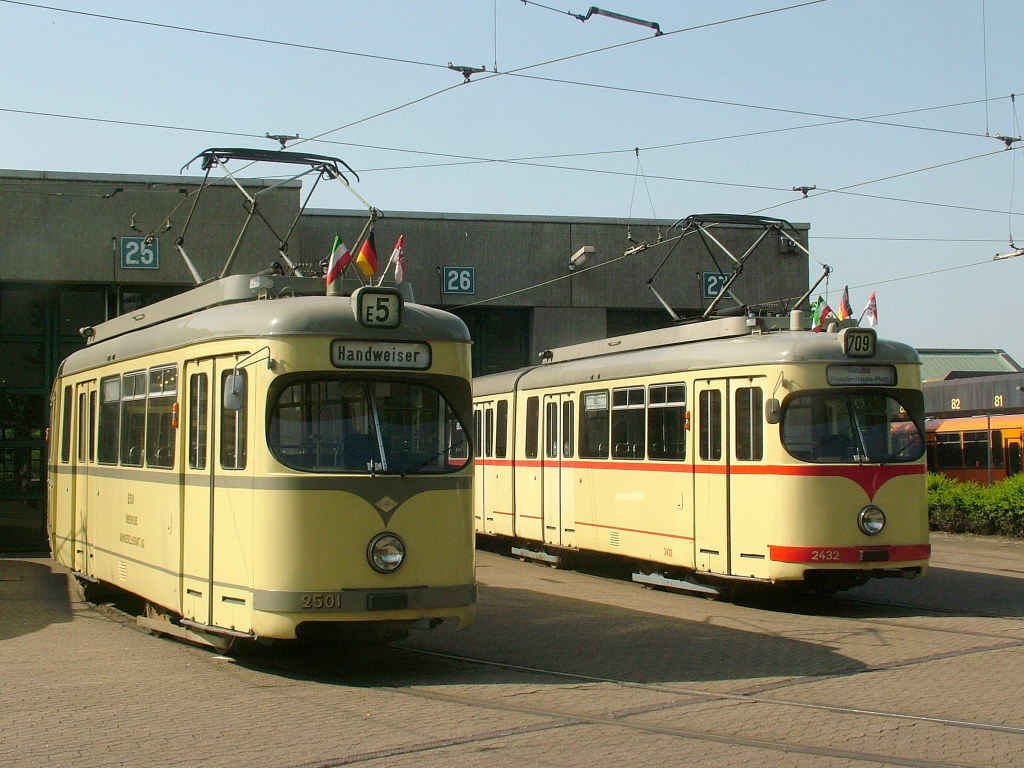
Článkové vozy Düwag GT6
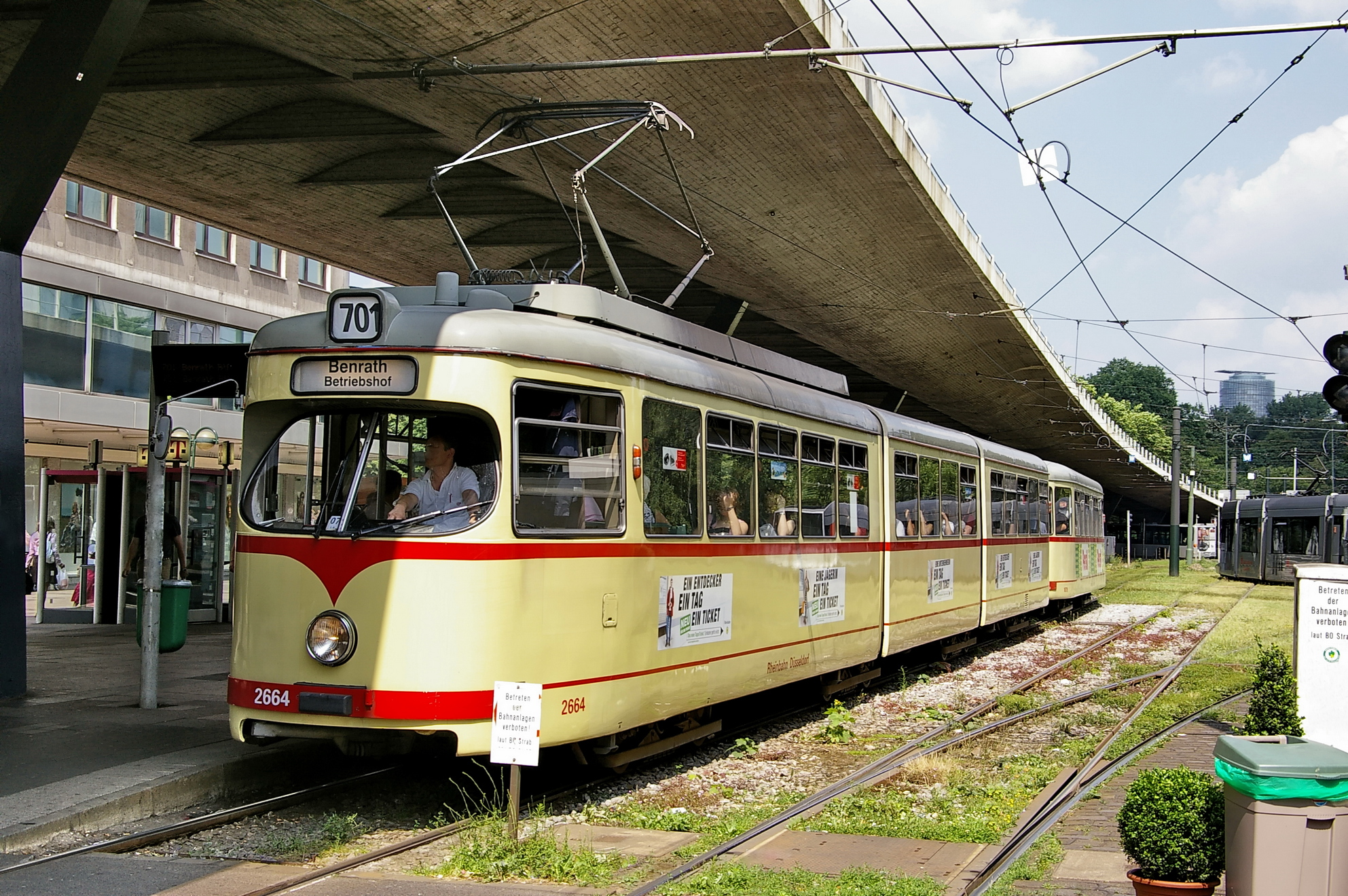
Tříčlánková tramvaj GT8 s vlečným vozem
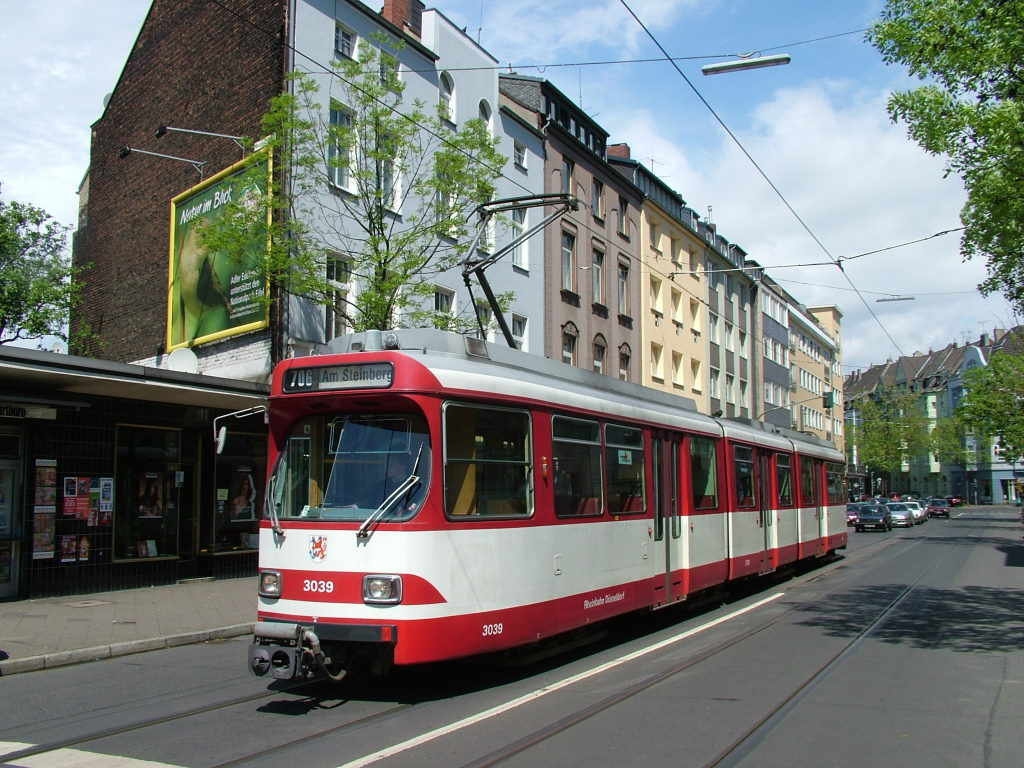
GT8S před přestavbou na vozidlo městské dráhy
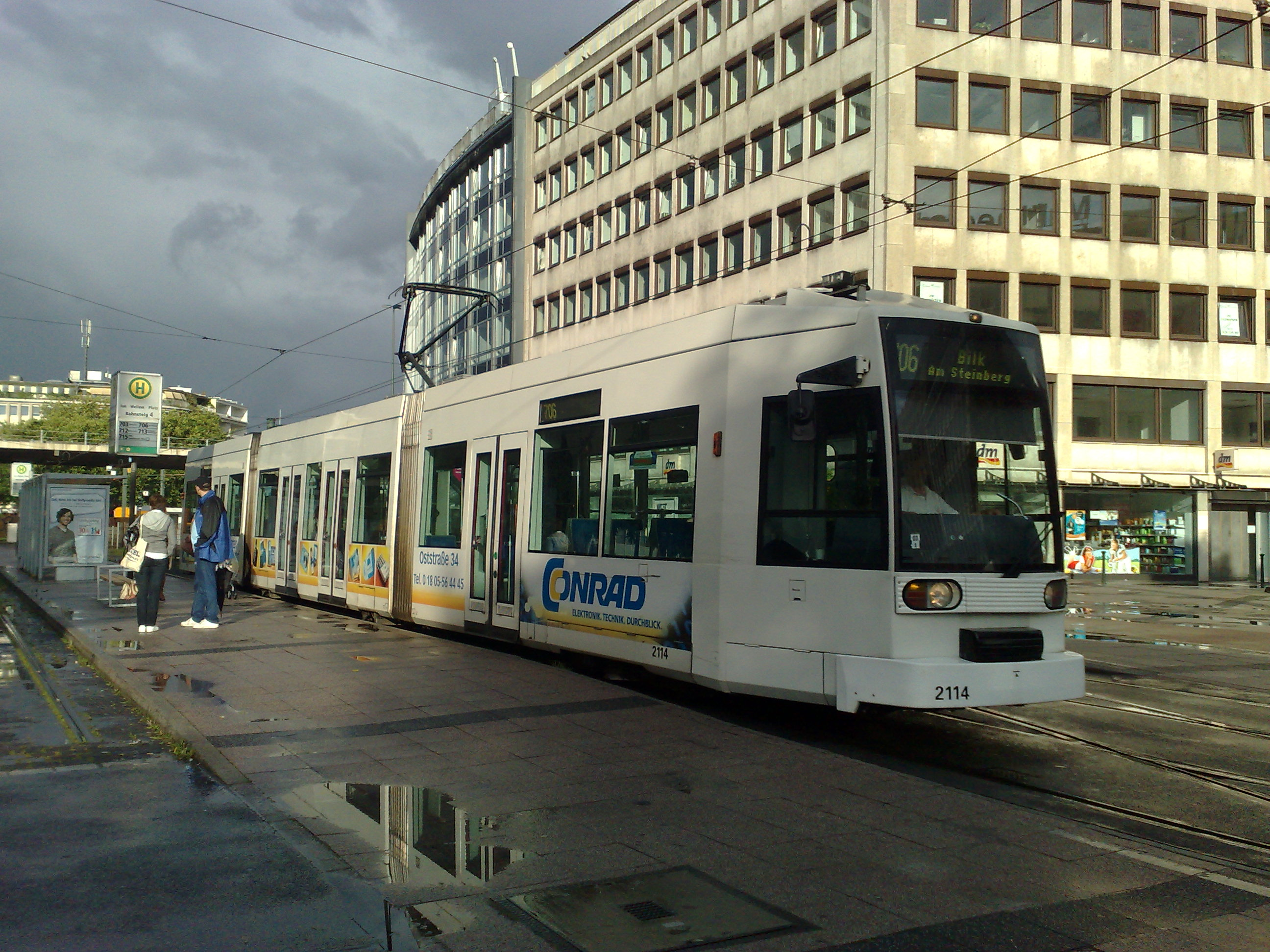
Nízkopodlažní tramvaj NF6
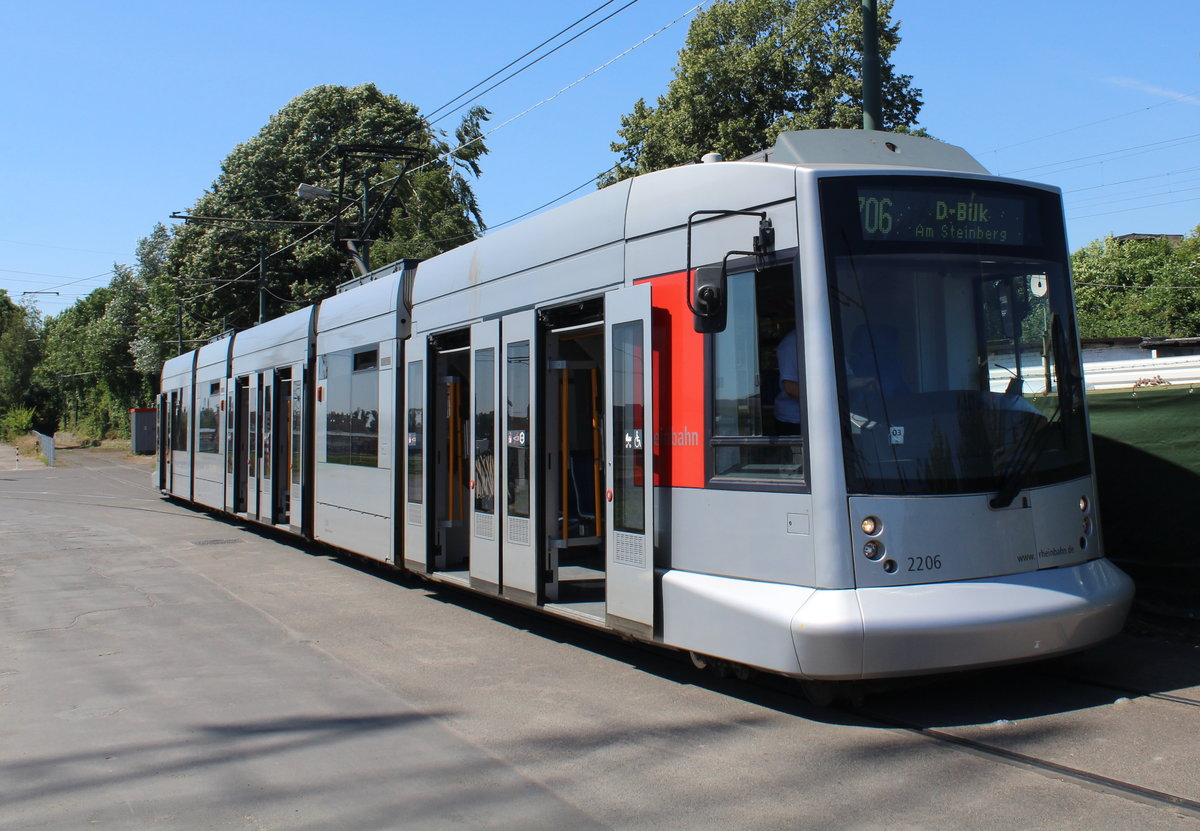
Pětičlánková tramvaj NF8
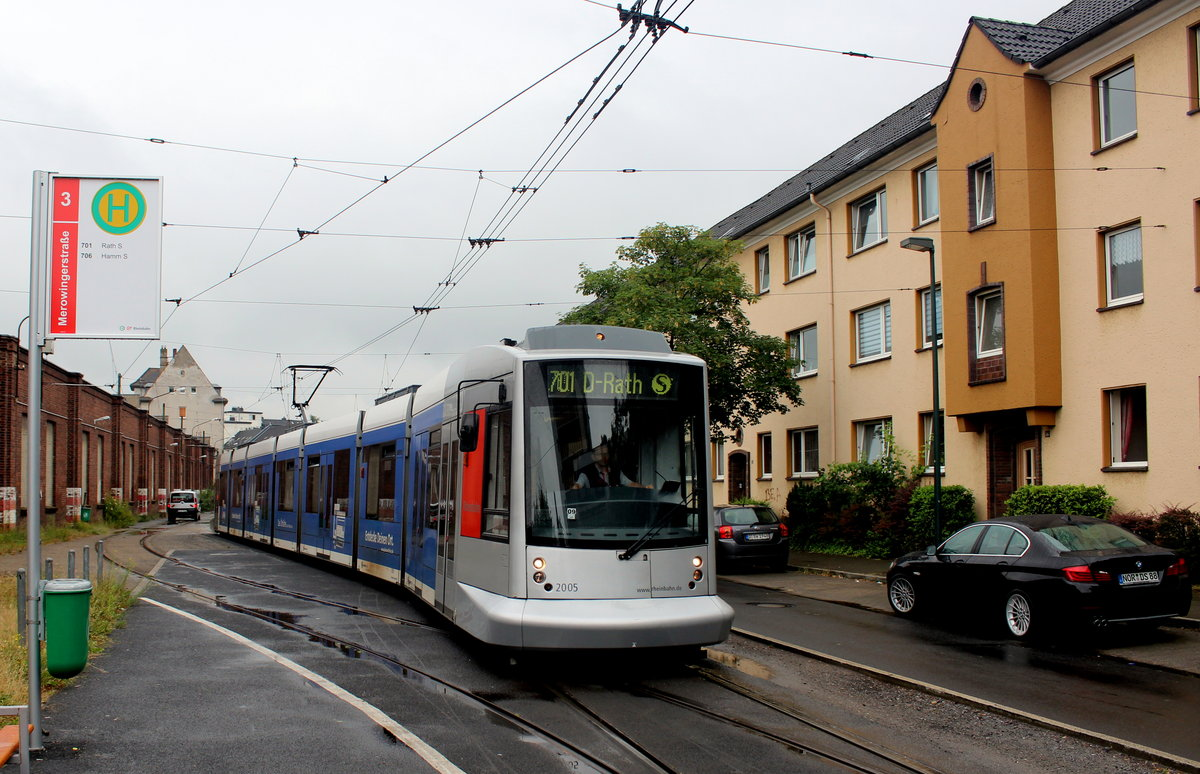
Sedmičlánková tramvaj NF10